# 尼爾·連儂
尼爾·法蘭西斯·連儂（英語：Neil Francis Lennon，1971年6月25日—）是一名北愛爾蘭的職業足球員，出身曼城青訓系統，退役後擔任領隊，現時赋闲在家。

## 簡歷
尼爾·連儂早年在英格蘭曾分別效力曼城、克魯及莱斯特城. 其後轉投蘇格蘭班霸些路迪，期間上陣超過200場，並於2000年獲委任為隊長。於退役前，連儂重返英格蘭短暫加盟諾定咸森林和韋甘比。他於效力北愛爾蘭國家隊的9年間上陣40場及射入兩球。
連儂在2010年3月於莫布雷離隊後，初時代理職務，其後獲些路迪正式委任成為領隊。連儂任教些路迪取得優良成績，贏得3屆蘇超冠軍和兩次蘇格蘭足總盃，並曾兩次帶領球隊闖入歐聯分組賽，於2014年5月離隊。
2014年10月12日，連儂獲英冠球會保頓招手出掌帥印。

## 榮譽

### 球員
李斯特城
- 英格蘭聯賽盃冠軍 (2):1996/97年[7]； 1999/2000年[7]

些路迪
- 蘇格蘭足球超級聯賽冠軍 (5): 2000/01年[7]、2001/02年[7]、2003/04年[7]、2005/06年[7]、2006/07年[7]
- 蘇格蘭足總盃冠軍 (4): 2000/01年[7]、2003/04年、2004/05年、2006/07年[7]
- 蘇格蘭聯賽盃冠軍 (2): 2000/01年[7]、2005/06年[7]
- 歐洲足協盃亞軍 (1): 2002/03年[7][8]

### 領隊
些路迪
- 蘇格蘭足球超級聯賽冠軍 (3): 2011/12年[9]、2012/13年[10]、2013/14年[11]
- 蘇格蘭足總盃冠軍 (2): 2010/11年[12]、2012/13年[13]

## 獎項與成就
- 北愛爾蘭國家隊年度風雲人物 (1): 2001年[14]

- 蘇超每月最佳球員 (3): 2001年3月[15]、2004年3月[15]、2007年4月[15]

- 蘇超每月最佳領隊 (8): 2010年9月[16]、2011年1月[17]、2011年4月[15]、2011年11月[18]、2011年12月[15]、2012年2月[15]、2012年4月[15]、2012年12月[15]

- SPFL蘇超每月最佳領隊 (2): 2013年12月[15]、2014年1月[15]

- SPL蘇超年度最佳領隊 (1): 2011/12年[15]

- 蘇格蘭FWA年度最佳領隊 (2): 2011/12年[9]、2012/13年[15]

## 外部連結
- 足球数据库：尼爾·連儂的球员统计数据
- Neil Lennon biography （页面存档备份，存于）